# Von brigði
Von brigði is een remixalbum van de IJslandse post-rockband Sigur Rós. Het werd via Bad Taste Records in augustus 1998 in IJsland uitgebracht. 'Vonbrigði' vertaalt naar 'teleurstelling'. Het is een woordspeling op 'tilbrigði', dat 'alternatieve versie' betekent.
Het idee van een remixalbum werd naar voren gebracht door Ísar Logi Arnarson, een editor van Undirtónar Magazine. Sigur Rós stemde in met het idee, ook om hiermee de wachttijd voor hun tweede album te verkleinen. Bassist Georg Holm in 2008 over het album: "Nadat we Von hadden uitgebracht, wilden we IJslandse elektronische artiesten om alle nummers te remixen. We hadden een grote groep verschillende mensen die het voor ons deden. Sommige remixes waren goed, andere waren slecht."
Het enige nummer dat geen remix is, is "Leit af lífi". Dit nummer was oorspronkelijk bedoeld voor het album Von, maar de band kreeg het niet op tijd afgerond. Daarop werd besloten om "Leit af lífi" op Von brigði te plaatsen. "Leit af lifi" behaalde in 1998 de eerste plaats in de IJslandse hitlijst.
Er bestaat ook een vinyl-versie van Von brigði, bestaande uit vier nummers. De vinyl is 33 tpm en werd honderdmaal gedrukt.

## Nummers

### Cd
1. "Syndir Guðs (Hergebruikt door Biogen)" – 6:55
2. "Syndir Guðs (Hergebruikt door múm)" – 4:52
3. "Leit af lífi (Hergebruikt door Plasmic)" – 5:26
4. "Myrkur (Hergebruikt door Ilo)" – 5:29
5. "Myrkur (Hergebruikt door Dirty-Bix)" – 5:01
6. "180 sekúndur fyrir sólarupprás (Hergebruikt door Curver)" – 3:00
7. "Hún Jörð ... (Hergebruikt door Hassbræður)" – 5:19
8. "Leit af lífi (Hergebruikt door Thor)" – 5:32
9. "Von (Hergebruikt door GusGus)" – 7:24
10. "Leit af lífi (Hergebruikt door Sigur Rós)" – 5:02

### Vinyl
1. "Myrkur (Hergebruikt door Dirty-Bix)" – 5:01
2. "Von (Hergebruikt door GusGus)" – 7:24
3. "Leit af lífi (Hergebruikt door Plasmic)" – 5:26
4. "Leit af lífi (Hergebruikt door Sigur Rós)" – 5:02

## Versies
|   | jaar | platenmaatschappij | locatie | formaat       | catalogusnummer |
| - | ---- | ------------------ | ------- | ------------- | --------------- |
| 1 | 1998 | Bad Taste          | IJsland | cd            | SM 67 CDR       |
| 2 | 1998 | Bad Taste          | IJsland | 12-inch vinyl | AE 11268/A      |